# Williams River (Erromango)
Der Williams River ist ein Fluss auf der Insel Erromango im pazifischen Inselstaat Vanuatu.

## Geographie
Der Fluss entsteht in den südlichen Ausläufern des Santop. Er erhält zahlreiche kleine Zuflüsse aus dem bergigen Umland. Im Großen und Ganzen verläuft er nach Westen und mündet bei Unpongkor in der Dillon’s Bay (Baie Dillon) in den Pazifik.
Namhafte Zuflüsse sind Ponhouvé und Tougbou sowie Tantvivoou.